# Hoppa hage (roman)
Hoppa hage (spanska: Rayuela) är en roman av den argentinske författaren Julio Cortázar utgiven 1963.
Den anses vara ett av de mest betydelsefulla och revolutionerande romanverken i latinamerikansk litteratur. Den har sagts vara en "antiroman" präglad av lekfull humor och språkliga experiment. Romanen är indelad i 155 kapitel som enligt en inledande anvisning av författaren kan läsas i olika ordningsföljder. Titeln syftar på barnleken hoppa hage och handlingen utspelar sig omväxlande i Paris och Buenos Aires.
Hoppa hage utkom i svensk översättning av Peter Landelius 1989.